# Terres (Trentino)
Terres (Nones: Tères; deutsch veraltet: Ters)  ist eine Fraktion und Gemeindesitz der Gemeinde (comune) Contà in der Provinz Trient in der Region Trentino-Südtirol.

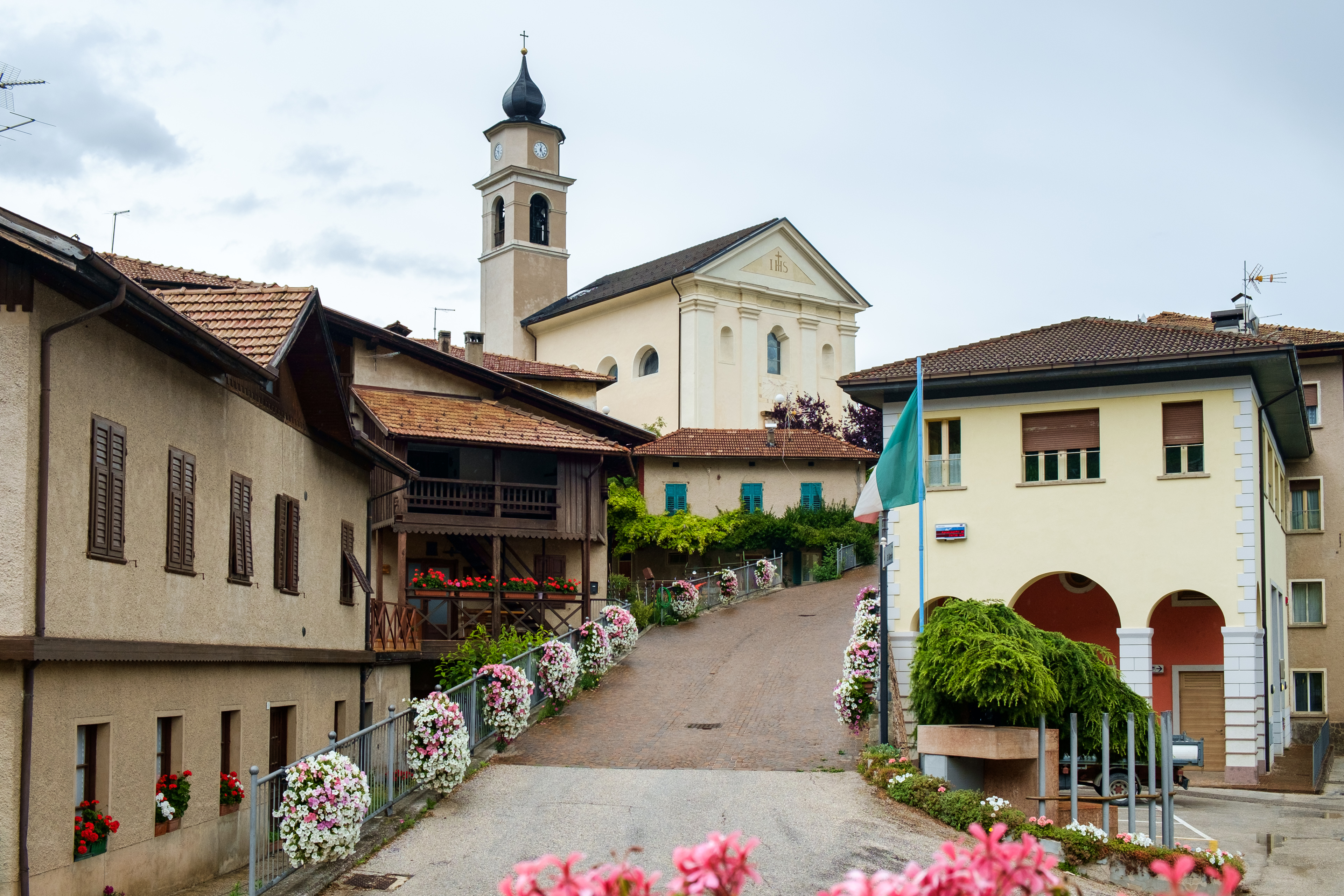
Der Ortskern von Terres

## Lage
Der Ort liegt etwa 27,5 Kilometer nordnordwestlich von Trient auf der orographisch rechten Seite im Nonstal am Rand des Naturparks Adamello-Brenta auf einer Höhe von 593 m.s.l.m.

## Geschichte
Die Örtlichkeit wird als Teil der Pfarre Flavon im Nonsberg im Jahr 1481 als villa Terresi und de Tereso plebis Flaoni vallis Ananie urkundlich genannt. Terres war bis 2015 eine eigenständige Gemeinde und schloss sich am 1. Januar 2016 mit Cunevo und Flavon zur neuen Gemeinde Contà zusammen. Die Gemeinde Terres hatte am 31. Dezember 2015 320 Einwohner auf einer Fläche von 6,4 km². Nachbargemeinden waren Flavon, Nanno und Tuenno. Die Gemeinde gehörte zur Talgemeinschaft Comunità della Val di Non.

## Wirtschaft
Im Gebiet der ehemaligen Gemeinde wird Obst angebaut, insbesondere die Apfelsorte Golden Delicious.